# كاثرين تيمبف
كاثرين كلير كات تيمبف (بالإنجليزية: Katherine Timpf)‏ (ولدت 29 أكتوبر، 1988) وهي صحفية أمريكية، وشخصية تلفزيونية، ومراسلة، بالإضافة لكونها ممثلة هزلية (كوميديان). ظهرت كثيرًا في عرض غريغ غوتفلد على شبكة قنوات فوكس الإخبارية وكذلك في العروض والبرامج الأخرى لفوكس الاخبارية. في عام 2017، شاركت تيمبف في تقديم برنامج أخصائيو فوكس الاخبارية جنبًا إلى جنب كل من إريك بولينغ وإيبوني ويليامز. واعتبارًا من يونيو 2019، ستقدم برنامجها المخلصة، كات على فوكس نيشن (وهي خدمة بث أشتراك أمريكي من شبكة قنوات فوكس الاخبارية).

## بداية حياتها وتعليمها
تيمبف من مدينة ديترويت، ميشيغان. تخرجت بدرجة الامتياز في عام 2010 من كلية هيلزدال مع درجة البكالوريوس في اللغة الإنجليزية وكانت عضو في تشي اوميغا (وتعرف ايضًا ب хΩ، وهي أخوية نسوية وعضو في المؤتمر الوطني الهيليني، وهي منظمه جامعة تظم 26 اخوية نسوية).تعيش تيمبف في مدينة نيويورك.

## السيرة المهنية
ظهرت تيمبف في العديد من البرامج التلفزيونية والاذاعية، ومن هذه البرامج برنامج أمريكا لايف مع ميغين كيلي، وفي برنامج الصحفي كافوتو، وفوكس والاصدقاء، وفي برنامج اون ذا ريكورد (على المسجل) مع غرينا فان سوسترين، العين الحمراء، وبرنامج سوستيل، وعرض غريغ غوتفيل، وبرنامج العرض الليلي مع لاري ويلمر.
، وبرنامج تنبؤات صباح الاحد مع ماريا بارتيرومو. عملت ايضًا في معهد القيادة وهي (مؤسسة تعليمية غير حزبية معتمدة من قبل دائرة الإيرادات الداخلية كمؤسسة عامة) في أرلينغتون، فرجينيا. وعملت كمحرر رقمي لصحيفة واشنطن تايمز، ومذيعة أخبار في أذاعه روك الثالثة التابعة لناسا، وكمنتجة ومراسلة في شبكة كوتال ترافيك في سانتا آنا، كاليفورنيا.
حازت تيمبف على جائزة من برنامج زميلها الصحفي روبرت نوفكا سنة 2012 على منحة من خلال صندوق الدراسة الأمريكية، واكملت مشروعًا بعنوان (مع تقدم كاليفورنيا، تنطلق الأمة: عواقب أتباع سياسة غولدن ستايت). ساهمت تيمبف في صحيفة اورانج كاونتي ريجستر، واستثمرت في الأعمال اليومية، وفي صحيفة واشنطن تايمز، وكوميدية في البرنامج الاذاعي الصباحي على اذاعة بالتيمور 98 روك (موجة 98). بالإضافة لدورها المساهم في شبكة فوكس الاخبارية، كتبت تيمبف أعمدة ومقالات هجائية في نشيونال ريفيو أونلاين. تصف تيمبف نفسها بالتحررية (ذات نزعه تحرريه) وتؤمن في محدودية الحكومة، فلا يجب عليها ان تتدخل في السياسة الاقتصادية، والسماح بأن تأخذ القرارات الاجتماعية من قبل الفرد. ووفقًا لتيمبف، (هنالك شيء عني يكرههٌ الجميع، ولكن هنالك شيئًا اخر عني يتفق الجميع عليه). في نوفمبر 2015، صرحت تيمبف بأنها تلقت تهديدات بالقتل بعد إدلائها بتصريحات  ساخرة حول حرب النجوم. وفي عامي 2016_2017 ساهمت في الموقع الألكتروني لمدونة بارستول الرياضية (مقاعد البار) على شبكة الانترنيت. وقدمت اسبوعيًا برنامجها المسجل الذي يدعى عرض كات تيمبف، والذي تتحدث فية مع ضيف عن مواضيع عشوائية، ومن ضمناها حياتها الشخصية.
وفي الأول من مايو، 2017، شاركت تيمبف في تقديم برنامج أخصائيو فوكس الاخبارية وهو برنامج يعرض بعد الظهيرة على شبكة قنوات فوكس الاخبارية ويشاركها في تقديم هذا البرنامج كل من إريك بولينغ وإيبون ويليامز. تم الغاء عرض برنامج أخصائيو فوكس الاخبارية  في الثامن من سبتمبر، 2017، وذلك بعد طرد إريك بولينغ من الشبكة بسبب يُزعم بأن لديهِ سوء سلوك جنسي.  وفي  27 ديسمبر،2018 تم سحب مقال تيمبف بشكل علني من قبل مجلة ناشونال ريفيو. اعلنت ناشونال ريفيو بأن المقال (استبعد تفاصيل ذات صلة بالموضوع) وبعنوان الحالة التاسعة في قضية التحرش الجنسي التي شملت طلابًا من جامعة ميسوري. وتضمنت قصة تيمبف أن طالبة أشتكت عن تقرب أو تودد غير مرغوب فيه ويعود السبب في ذلك حقيقة ان المتحرش المزعوم كان ضخمًا مما كانت علية الفتاة. ووفقًا لما جاء في مجلة ناشونال ريفيو، ومع ذلك، فأن الادعاءات حول القضية أظهرت بأن المتحرش المزعوم (كان يتودد بشكل متكرر وغير مرغوب فيه من جانب الطالبة، وبهذا يعد منتهكًا للمادة التاسعة للحقوق المدنية بسبب ملاحقته لها.
شاركت في تقديم برنامجها الاذاعي الاسبوعي تيروس وتيمبف على راديو اذاعة فوكس الاخبارية مع المصارع المحترف تيروس. واعتبارًا من يونيو 2019، ستقدم برنامجها الخاص الذي يعرض على قناة فوكس نيشن بعنوان المخلصة، كات والتي تجيب فيه على الاسئلة التي يقدمها المعجبين لها. وفي عام 2019 كانت صوتًا معروفًا واساسيًا لمنظمة يالكون  في وادي السيليكون في ولاية كاليفورنيا (وهي منظمه تدريبية في أمريكا تنادي بالحرية).

## روابط خارجية
- كاثرين تيمبف على موقع IMDb (الإنجليزية)